# Sternwarte Solingen

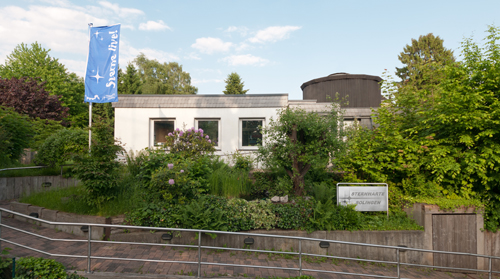
Außenaufnahme der Sternwarte Solingen im Sommer 2013

Die Sternwarte Solingen war eine der ältesten Volkssternwarten Deutschlands. Sie befand sich im Solinger Stadtteil Wald und wurde im April 2018 geschlossen.

## Geschichte

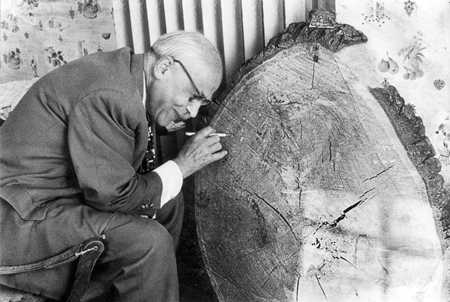
Walter Horn, 1881–1967

Im Jahre 1918 hielt der Solinger Lehrer Walter Horn erstmals Astronomie-Kurse an der neu gegründeten Volkshochschule ab. Aufgrund der großen Resonanz bildete sich 1921 aus den Hörern um dem Studienrat ein astronomischer Verein, der die Errichtung einer Sternwarte plante. 1924, mitten in der Weltwirtschaftskrise, kaufte man ein entsprechendes Grundstück von der damaligen Stadt Ohligs zu einem symbolischen Kaufpreis. Die seinerzeit inflationsbedingte astronomisch hohe Grundsteuer von 1,18 Billionen Mark wurde dem Verein wegen Geringfügigkeit erlassen. Die Baukosten wurden durch Mitgliedsbeiträge und Spenden in Form von Zigarren, der seinerzeit einzig stabilen Währung, finanziert. Die Sternwarte wurde am 5. Oktober 1924 feierlich eröffnet.
Aufgrund der großen Nachfrage wurde die Sternwarte allerdings bald zu klein. Darüber hinaus wurde der Himmel durch die wachsenden Stadtteile Ohligs und Wald und der damit verbundenen Lichtverschmutzung für die Beobachtung immer ungünstiger. So gab es Anfang der 1960er Jahre Pläne zum Neubau einer Sternwarte am Solinger Stadtrand. Nach dem Tod von Walter Horn im Jahre 1967 wurde dieses Vorhaben jedoch nicht weiter verfolgt.
Zum Gedenken an Walter Horn wurde im Jahre 1992 ein Asteroid benannt. (2749) Walterhorn war bereits 1937 von Karl Wilhelm Reinmuth in Heidelberg entdeckt worden, war aber bis dahin noch ohne offiziellen Namen geblieben.
1988 – der Verein hatte sich inzwischen in „Walter-Horn Gesellschaft e. V.“ umbenannt, nahm man einen Neubau wieder in Angriff. Aus Kostengründen und wegen der günstigen Verkehrsanbindung entschied man sich für einen Neubau auf dem vorhandenen Grundstück. Allerdings wurde erst nach langwierigen Verhandlungen im Jahre 1991 eine Baugenehmigung erteilt. Die neue Sternwarte entstand in zweijähriger Eigenarbeit durch die Vereinsmitglieder ohne öffentliche Gelder. Die Eröffnung fand am 9. Dezember 1993 statt. Seither wurde die Sternwarte u. a. um eine Bibliothek (2001) und eine Werkstatt mit Fernrohrlager (2005) erweitert.
Neben öffentlichen Himmelsbeobachtungen wurde hauptsächlich ein (wetterunabhängiges) Multimedia-Programm, ähnlich wie in einem Planetarium, angeboten. Darüber hinaus fanden astronomische Fachvorträge, Kurse und Workshops statt.
Im Winter 2010/2011 fand ein europaweiter Architektenwettbewerb zum Bau einer neuen Sternwarte und eines Planetariums statt, den das Architekturbüro mvmarchitekt + starkearchitektur aus Köln gewann. Anfang 2012 wurde der Generalplanungsvertrag mit dem Büro unterzeichnet. In den folgenden Jahren wurden Projektplanung und Finanzierung vorangetrieben, die Baugenehmigung wurde Ende 2015 erteilt und der Bau begann im August 2016. Im April 2018 wurde die Sternwarte Solingen geschlossen. Am 5. Juli 2019 wurde in einem ehemaligen Kugelgasbehälter im Stadtteil Solingen-Ohligs das Galileum Solingen eröffnet, das wahrscheinlich weltweit erste Planetarium in einem ehemaligen Gasbehälter und eines der modernsten in Europa. In einem Neubau neben dem Planetarium entstand eine neue Sternwarte.

## Instrumente

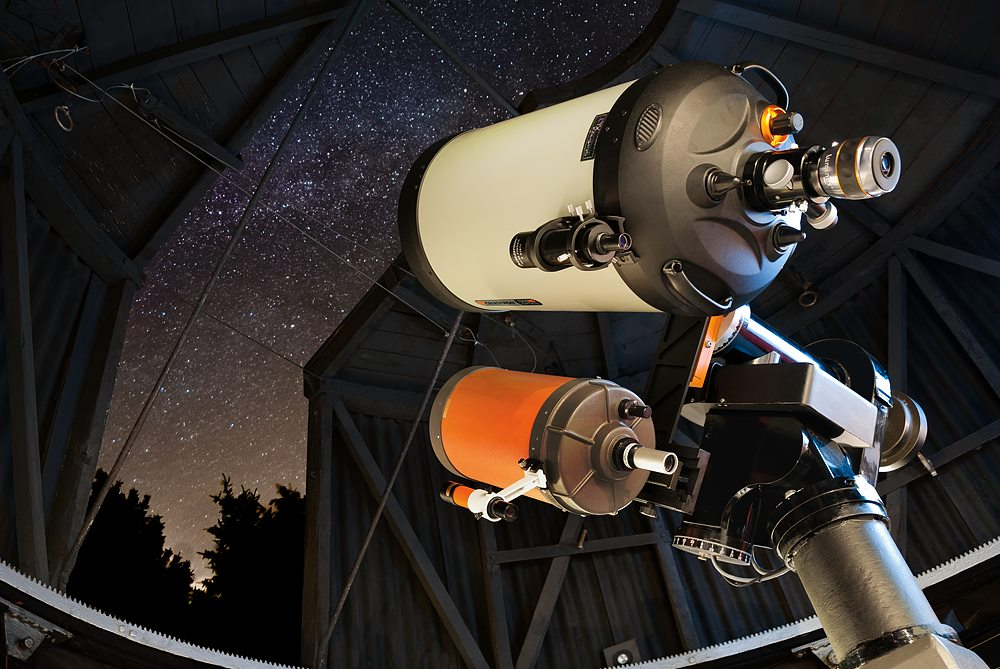
Das Celestron C14 EHD auf einer SIDERES Montierung. Als Leitfernrohr ist ein C8 montiert.

Das Hauptinstrument der Sternwarte war bis 2014 ein Kutter-Schiefspiegler mit 30 cm Hauptspiegel und einer Brennweite von 6 m. Es handelte sich um ein von Anton Kutter in den 50er-Jahren entworfenes Gerät, das er gemeinsam mit einem Solinger Industriellen fertigte. Seit August 2014 ist als Hauptinstrument ein Schmidt-Cassegrain-Teleskop Celestron C14 EHD installiert, das eine Öffnung von 356 mm und eine Brennweite von 3910 mm hat. Das Teleskop befand sich zunächst gemeinsam mit einem Celestron C8 als Leitfernrohr auf einer schweren SIDERES Montierung. Im Dezember 2016 wurde diese durch eine GM3000 HPS-Montierung der Fa. 10micron ersetzt, die nun u. a. auch eine Remote-Steuerung der Teleskope zulässt. Neben dem C14 befindet sich aktuell ein Takahashi Refraktor mit 820 mm Brennweite und einer Öffnung von 102 mm auf der Montierung. Darüber hinaus werden ein 25-cm-Schmidt-Cassegrain-Teleskop sowie zahlreiche kleinere Teleskope genutzt.